# Myzomorphus scutellatus
Myzomorphus scutellatus là một loài bọ cánh cứng trong họ Cerambycidae.